# کمپانی یونایتد فروت

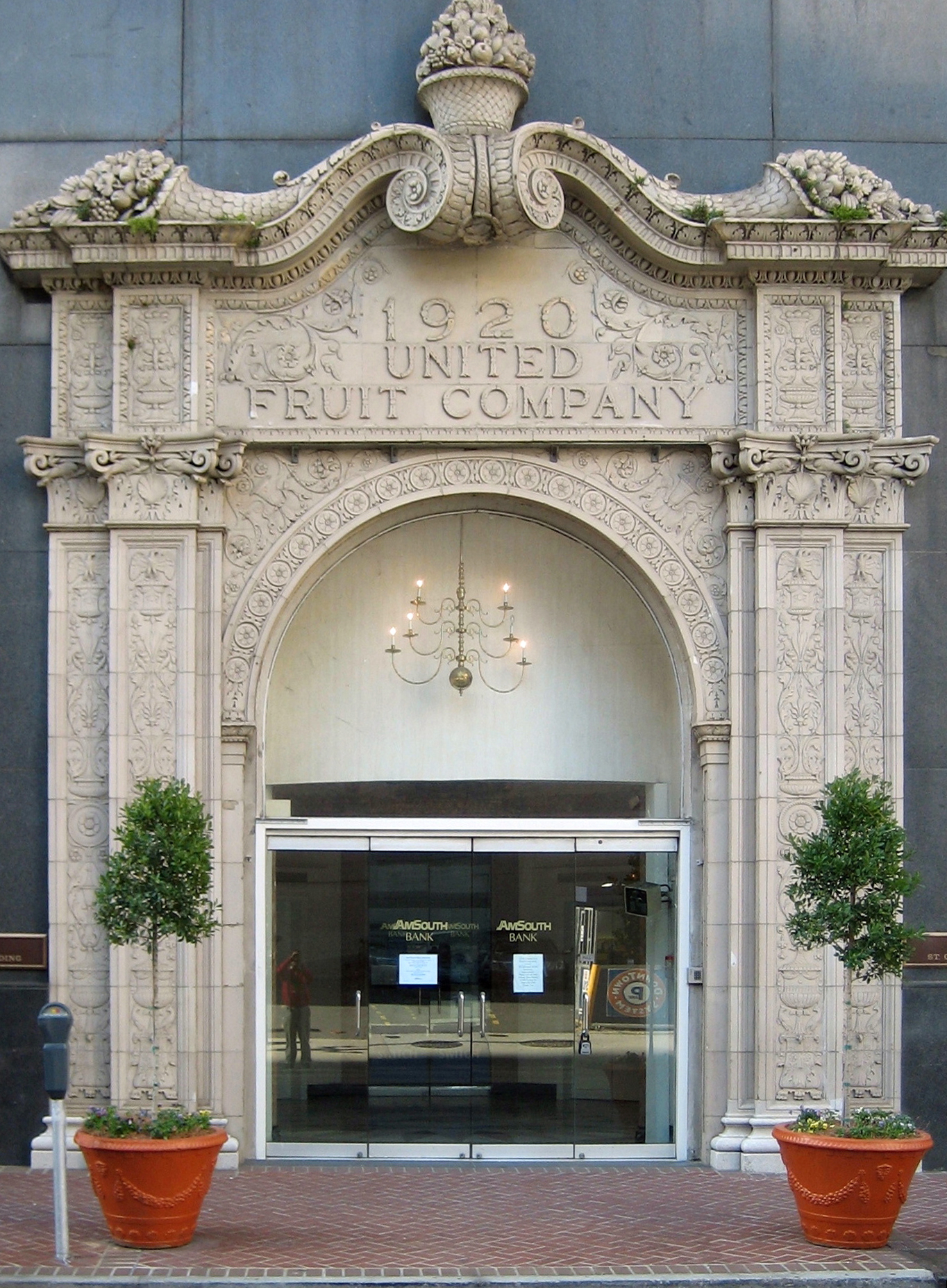
ورودی ساختمان قدیمی یونایتد فروت در خیابان چارلز اونیو، نیواورلئانز، لوئیزیانا

کمپانی یونایتد فروت (به انگلیسی: United Fruit Company) یک شرکت سهامی عام آمریکایی است که میوه‌های استوایی (بالاخص موز) کشت شده در مزارع آمریکای مرکزی و آمریکای جنوبی را در بازارهای ایالات متحده آمریکا و اروپا به فروش می‌رساند. این کمپانی در سال ۱۸۹۹ میلادی از ادغام دو شرکت بازرگانی موز ماینور سی.کیت و کمپانی میوه بوستون اندرو دبلیو پرستون شکل گرفت. در اوایل و اواسط قرن بیستم به سرعت رشد کرد و بخش عظیمی از مزرعه‌ها و شبکه حمل و نقلی در آمریکای مرکزی، سواحل کارائیب، کلمبیا، اکوادور و هند غربی را در اختیار گرفت. اگرچه این کمپانی با کمپانی استاندارد فروت (بعدها کمپانی موادغذایی دُل) بر سر بازار جهانی موز در رقابت بود اما توانست حق انحصاری بازار بعضی مناطق مانند کاستاریکا، هندوراس، گواتمالا، که به جمهوری موزفروش معروف گشتند را دردست بگیرد.
یونایتد فروت کشمکش‌های سیاسی و اقتصادی طولانی مدت و عمیقی در برخی کشورهای آمریکای لاتین داشته‌است. منتقدان اغلب آن را متهم به سیاست استثماریاستعمار نو می‌کنند و آن را نمونه اولیه تأثیر شرکت‌های چندملیتی بر سیاست‌های داخلی جمهوری‌های موزفروش می‌دانند. پس از یک دوره کاهش درآمدها، یونایتد فروت در سال ۱۹۷۰ با شرکت ای ام کی ادغام شد و شرکت یونایتد برند را تأسیس نمودند. در سال ۱۹۸۴، کارل لیندر جونیور یونایتد برند را به شرکت چیکیتا برند اینترنشنال تبدیل کرد.

## تاریخچه

### شروع
در سال ۱۸۷۱، هنری میگز، مؤسس راه‌آهن ایالات متحده آمریکا، قراردادی با دولت کاستاریکا مبنی برکشیدن راه‌آهن بین سن خوزه و بندر لیمون در کاراییب امضا کرد. ماینور سی. کیت خواهرزاده میگز به عنوان دستیار او در کاستاریکا حضور داشت. کیت پس از مرگ میگز در سال ۱۸۷۷ ادارهٔ تجارت او را بر عهده گرفت. کیت از مزارع موز به عنوان منبع غذایی ارزان قیمت برای کارگرانش شروع به استفاده کرد.
در سال ۱۸۸۲، دولت کاستاریکا از پرداخت هزینه‌ها سرباز زد در حالی که کیت ۱٫۲ میلیون دلار به بانک‌های لندن و سرمایه‌گذارها به خاطر ادامه پروژه مهندسی پیچیده اش بدهکار بود. در سال ۱۸۸۴، پروسپرو فرناندز اوریمونو رئیس‌جمهور کاستاریکا، در پی مذاکرات پذیرفت در ازای بدهی‌های دولت کاستاریکا به ۸۰۰۰ جریب (۳۲۰۰ کیلومتر مربع) زمین معاف از مالیات در امتداد راه‌آهن به کیت بدهد، همچنین اداره راه‌آهن کاستاریکا رو با قراردادی ۹۹ سال به او سپرد. راه‌آهن سال ۱۸۹۰ تکمیل شد اما درآمد حاصل از آن، برای پرداخت بدهی‌های کیت کافی نبود. از طرف دیگر، رشد موز در زمین‌های او خوب بود، و ابتدا با قطار به بندر لیمون و سپس با کشتی به ایالات متحده آمریکا صادر کرد. درآمد حاصل از آن بسیار خوب بود. سرانجام کیت بر بازار موز در آمریکای مرکزی و امتداد سواحل کارائیب کلمبیا چیره گشت.

### یونایتد فروت ۱۸۹۹–۱۹۷۰
در ۱۸۹۹، کیت هنگامی که شرکتش یک دلال نیویورکی بود یک و نیم میلیون دلار از دست داد و در آستانه ورشکستگی قرار گرفت. سپس به بوستون در ماساچوست رفت و تا با رقیب خود شرکت بوستون فروت شریک بشود. مؤسس شرکت میوه بوستون توسط لورنزو داو بیکر بود، یک ملوان که به همراه اندرو دبلیو پرستون در ۱۸۷۰ اولین بار موزش را در جامایکا خریداری کرده بود. وکیل پرستونُ بردلی پالمر، برای حل مشکلات شراکت، پخش و اجرا برنامه‌ای تنظیم کرده بود. شرکت ادغام شده با نام یونایتد فروت، به ریاست پرستون و نایب رئیسی کیت بنیان گذاشته شد. پالمر نیز عضو ثابت هیئت رئیسه گشت و برای دوره‌ای طولانی نیز مدیر شرکت بود. از دیدگاه کسب و کار، بردلی پالمر، یونایتد فروت بود. پرستون مزارعش در هند غربی، یک ناوگان کشتی بخار و بازاری در شمال شرقی آمریکا کیت مزارعش و خطوط راه‌آهنش در آمریکای مرکزی و بازارش در جنوب و جنوب غربی را به اشتراک گذاشتند. شرکت آن‌ها، یونایتد فروت، ۱۱۲۳۰۰۰۰ میلیون دلار سرمایه داشت. یونایتد فروت به مدیریت پالمر ۱۴ شرکت رقیب را به صورت کامل یا بخشی از آن را خریداری نمود و آن‌ها ۸۰٪ بازار موز ایالات متحده آمریکا را در اختیار گرفتند. کمپانی به موفقیت خوبی دست یافت. بردلی پالمر در یک شب به یک متخصص قواعد تجارت تبدیل شده بود. او بعدها مشاور رئیس‌جمهوران و یکی از نمایندگان کنگره شد.
در سال ۱۹۰۱، کشور گؤاتمالا از یونایتد فروت را استخدام کرد تا خدمات پستی این کشور را سر و سامان بخشد. در سال ۱۹۱۳، یونایتد فروت، شرکت رادیو و تلگراف استوایی را تأسیس نمود. در سال ۱۹۳۰، بیش از ۲۰ عدد از شرکت‌های رقیب را جذب کرد و درآمدی ۲۱۵ میلیون دلاری کسب کرد و تبدیل به بزرگترین کارفرما در آمریکای مرکزی شد. در سال ۱۹۳۰، سم زمورای (ملقب به مرد موزی) شرکت خود، کویامل فروت را به یونایتد فروت فروخت و خود را از تجارت میوه بازنشست کرد. در سال ۱۹۳۳، بر اثر سوء مدیریت ارزش یونایتد فروت سقوط کرد و یک رقیب مدیریت آن را بر عهده گرفت. زمورای به هیئت رئیسه در نیواورلئانز اضافه شد و یونایتد فروت به رونق خود به مدیریت سم زمورای ادامه داد. در سال ۱۹۵۱ سم زمورای از مدیریت یونایتد فروت استعفا داد.

### یونایتد برندز ۱۹۷۰–۱۹۸۴
الی ام بلک در سال ۱۹۶۸، ۷۳۳۰۰۰ سهم از شرکت یونایتد فروت را خریداری کرد و به تدریج به شرکت بزرگترین سرمایه دار آن بدل شد. در ژوئن ۱۹۷۰ بلک یونایتد فروت را با شرکت، ای ام کی (شرکت بسته‌بندی گوشت جان مورل) ادغام کرد و یونایتد برندز را پایه‌گذاری کرد. یونایتد فروت از آنچه بلک محاسبه کرده بود کمتر سود داشت و سوء مدیریت بلک نیز باعث شد تا شرکت را بدهی فلج کند. در سال ۱۹۷۴ با نابود شدن بسیاری از مزارع هندوراس با طوفان مرگبار فیفی وضعیت شرکت بدتر شد. در روز سوم فوریه سال ۱۹۷۵، بلک با پریدن از پنجره دفتر خود در طبقه چهل و چهارم ساختمان مت لایف در نیویورک خودکشی کرد. کمی بعد کمیسیون بورس و اوراق بهادار آمریکا طرح یونایتد برند را که ۱٫۲۵ میلیون دلار به رئیس‌جمهور هندوراس، اسوالدو لوپز آرلانو، رشوه داده بود و به او قول داده بود در صورت کاهش مالیات صادرات ۱٫۲۵ میلیون دلار دیگر نیز به او پرداخت خواهد کرد، فاش نمود. پس از آن سهام یونایتد برند سقوط کرد و آرلانو توسط یک کودتای نظامی برکنار گشت.

### چیکیتا برندز اینترنشنال
پس از خودکشی بلک، گروه مالی آمریکا در سینسینتی، اوهایو، یکی از شرکت‌های میلیاردر کارل لیندنر جونیور، یونایتد برندز را خرید. در آگوست ۱۹۸۴، لیندنر کنترل شرکت را در دست گرفت و نام آن را به چیکیتا برندز اینترنشنال تغییر داد و در سال ۱۹۸۵ هیئت مدیره به سینسینتی منتقل شد. اگرچه سال‌ها رقیب اصلی یونایتد برندز، استاندارد فروت کمپانی بود، اما الآن شرکت غذایی دل اصلی‌ترین رقیب این چیکیتا برندز اینترنشنال است.

## تاریخچه در آمریکای مرکزی
یونایتد فروت بخش عظیمی صاحب بخش عظیمی از دشت‌های کارائیب بود. همچنین بر حمل و نقل منطقه نیز با خطوط راه‌آهن خود و کشتی‌های بخار ناوگان سفید بزرگ چیره شد. علاوه بر این در سال ۱۹۱۳ با تأسیس شرکت رادیو و تلگراف استوایی شاخه‌هایش را گسترده کرد. همچنین راه و روش کسب درآمد شرکت، در عدم پرداخت مالیات و گرفتن مزایا و امتیازات از دولت‌های محلی، به یونایتد فروت اجازه داد تا تشکیلات اقتصاد تحت محاصره را در منطقه بنیان نهد، که در آن سرمایه‌گذاری شرکت شامل کارمندان خود و سرمایه‌گذاران خارجی می‌شود و هیچ امتیازی از عایدات صادرات به دولت تعلق نمی‌گیرد.
یکی از تاکتیک‌های شرکت برای حفظ تسلط بر بازار، کنترل کردن توزیع مزرعه‌های موز بود. شرکت ادعا می‌کرد به خاطر طوفان‌ها، آفت‌ها و دیگر مشکلات طبیعی نیاز به حفظ زمین‌های اضافه و رزرو دارد. در عمل، یونایتد فروت این قدرت را داشت تا از کارهای دولت در دادن مزارع به روستاییان که می‌خواستند در تجارت موز سهیم باشند، پیشگیری کند. در واقع یونایتد فروت به شدت به دستکاری در قوانین کاربری زمین متکی بود. این انحصار طلبی یونایتد عواقب طولانی مدتی برای منطقه داشت. شرکت برای نگه داشتن زمین‌های نابرابر به نیاز امتیازات دولتی داشت، این بدین معنی است که شرکت داری نفوذهای سیاسی در بین دولت‌ها بود، اگرچه خودش یک شرکت آمریکایی بود. در حقیقت، همین اعمال نفوذها باعث اختراع اصطلاح «جمهوری موزفروش» به نمایندگی دیکتاتوری‌های پست شد. جمهوری‌های موزفروش اولین بار توسط او. هنری نویسنده معروف آمریکایی به کار برده شد. .

### تأثیرات بر محیط زیستی
یونایتد فروت در تمام طول حیاتش مشغول ساخت مزارع برای کشت موز بوده‌است و تکرار این کار هنگامی که شرکت پیشرفت کرد موجب آسیب دیدن محیط زیست شد. از بین بردن جنگل‌ها، مناطق باتلاقی و دشت‌ها شد و فاضلاب‌ها، سیم‌کشی و سیستم آب‌رسانی هم از دیگر عوامل ضرر رساندن به محیط زیست بود. اکوسیستم موجود در این مناطق نابود شد و تنوع گونه‌ها از بین رفت. با از دست رفتن تنوع گونه‌ها، دیگر فعالیت‌های طبیعت که برای گیاهان و حیوانات لازم بود از بین رفتند. .
تکنیک‌های غلط کشاورزی باعث ضرر رساندن به تنوع جانداران و زمین شد. یونایتد فروت با از بین بردن جنگل‌ها و کشیدن آب مرداب‌ها محیط‌های مناسب برای رشد موز را فراهم می‌کرد.
یکی از کارهای معمول یونایتد فروت، عملی معروف به «تغییر مزرعه کشاورزی» بود. در این عمل منابع هیدورلوژیکی و حاصلخیزی در یک مکان را دراختیار می‌گرفتند و هنگامی که مزرعه آفت زده می‌شد یا دیگر حاصلخیز نبود به زمین دیگری نقل مکان می‌کردند. این بدین معنی است که کمپانی یک زمین را نابود می‌کرد و سپس وقتی بی استفاده شد، به زمینی دیگر یورش می‌برد.

### گواتمالا
یونایتد فروت چند معیار توسعه سازمان ملل را توسعه داد. در آمریکای مرکزی خط‌های راه‌آهن گسترده، بندرها، فرصت‌های شغلی و حمل و نقل به وجود آورد. همچنین شرکت مدرسه‌های متعددی برای مردمی که در زمین‌های شرکت زندگی یا کار می‌کردند، احداث کرد. از طرف دیگر، شرکت اجازه داد تا زمین‌های غیر کشتی زیادی تحت مالکیت او باقی بماند، و در گواتمالا و جاهای دیگر دولت محلی را از احداث بزرگراه دلسرد کرد تا انحصار حمل و نقل در دست راه‌آهن و در واقع یونایتد فروت باقی بماند و سود آن کاهش نیابد. یونایتد فروت همچنین حداقل یک راه‌آهن از هزاران خط خود را هنگام ترک منطقه نابود کرد.
در سال ۱۹۵۴، رئیس‌جمهور منتخب مردم گواتمالا، سرهنگ جیکوب آربنز گوزمان، توسط سرهنگ کارلوس کاستیلو آرماس که از هندوراس حمله کرده بود و با پشتیبانی نیروهای آمریکایی سرنگون شد. نیروهای نظامی تحت مدیریت آیزنهاور، در سازمان سیا آموزش داده شده و تجهیز شدند.  رؤسای یونایتد فروت هری ترومن و آیزنهاور را متقاعد کردند که آربنز تمایل دارد گواتمالا به کشورهای بلوک شرق بپیوندد. به غیر از موضوع مورد بحث تمایلات کمونیستی آربنز، یونایتد فروت توسط دولت آربنز به علت وضع قوانین اصلاحات عرضی و قانون کار تهدید می‌شد. یونایتد فروت بزرگترین زمین‌دار گواتمالا بود و قانون اصلاحات عرضی آربنز تصریح می‌کرد که یونایتد فروت باید ۴۰ درصد از زمین‌های خود را واگذار نماید. صاحب منصبان آمریکا مدرک قابل استنادی در ارتباط با تهدید کمونیستی آربنز نیافتند اگرچه روابط آیزنهاور و یونایتد فروت به خوبی نفوذ یونایتد فروت را در تشکیلات سیاست خارجه ایالات متحده نشان می‌دهد. وزارت امور خارجه ایالات متحده آمریکا جان فاستر دالس دشمن قسم خورده کمونیسم، کسی که شرکت حقوقی سالیوان و کرامول به نمایندگی یونایتد فروت بدل کرد.  برادر وی، آلن دالس مدیر سیا و عضو هیئت مدیره یونایتد فروت بود. یونایتد فروت تنهای شرکتی است که یک فرد شناخته شده در سیا داشت. برادر معاون وزیر امور خارجه در مسائل داخلی، جان مورس کابوت، مدتی رئیس یونایتد فروت بود. اد وایتمن، بزرگترین کسی که در دولت برای یونایتد فروت لابی می‌کرد، با ان وایتمن، منشی شخصی رئیس‌جمهور آیزنهاور از دواج کرد.  بسیاری از اشخاصی که در وقایع گواتمالا نقش داشتند، به‌طور مستقیم با یونایتد فروت در ارتباط بوند.  به هر ترتیب، سرنگونی آربنز، نتوانست سودی به شرکت برساند. سهام و سود شرکت به سرعت کاهش یافت. آیزنهاور با اعمال قوانین رقابتی در برابر شرکت در سال ۱۹۵۸ کرد. سال ۱۹۷۲ یونایتد فروت زمین‌های کمی که در گواتمالا برایش مانده بود پس از بیش از یک دهه زیان فروخت.
گرچه دولت آربنز سقوط کرد اما کارگران در هندوراس در برابر شرکت دست به اعتصابی عمومی زدند که به سرعت کشور را فلج کرد و در گواتمالا کارگران به شرایط مطلوب تری رسیدند و دارای قدرت نفوذ بیشتری شدند.

### کوبا
املاک یونایتد فروت در کوبا شامل کارخانه‌های شکر در جزایر شرق این کشور می‌شد که در سال ۱۹۵۹ توسط دولت انقلابی کوبا به رهبری فیدل کاسترو مصادره شدند. در سال ۱۹۶۰ کاسترو شرکت را به کمک به تبعیدی‌های کوبا و حمایت از رئیس دولت سابق، فولخنثیو باتیستا ثالدیوار برای حمله‌ای از راه آبی متهم کرد. کاسترو به ایالات متحده هشدار داد که «کوبا گواتمالایی دیگر نیست». این یکی از نبردهای دیپلماتیک پیش از عملیات خلیج خوک‌ها بود.

## قتل‌عام موز
یکی از بدنامی‌های شرکت یونایتد فروت به خاطر نحوه شکستن اعتصاب کارگران در ۲۸ نوامبر ۱۹۲۸ میلادی در سواحل کارائیبی کلمبیا، نزدیک سانتا مارتا می‌باشد. در روز ۶ دسامبر، ارتش کلمبیا در گروه‌هایی به فرمان ژنرال کورتس وارگاس، به روی اعتصاب کنندگانی که در میدان مرکزی شهر سیناگا تجمع کرده بودند، آتش گشودند. تلفات را بین ۴۷ تا ۲۰۰۰ نفر تخمین می‌زنند. نظامی‌ها عمل خود را این‌گونه توجیه کردند که اعتصاب کنندگان خرابکارانی سیاسی زیر فرمان انقلابیون کمونیستی بودند. نماینده کنگره کلمبیا، جرج الیسر گایتان ادعا کرد ارتش براساس دستورالعمل‌های یونایتد فروت عمل کرده‌است. به دنبال رسوایی همکاری رئیس‌جمهور میگل آبادیا مندز از حزب محافظه کار و ناکامی در انتخابات ۱۹۳۰، سلطه ۴۴ ساله این حزب بر کلمبیا پایان یافت.
ژنرال کورتس وارگاس که فرمان آتش را داده بود بعدها ادعا کرد به این علت آن فرمان را صادر کرده‌است که اطلاعاتی به دست آورده بود که نشان می‌داده نیروی دریایی آمریکا برای حمایت از پرسنل و کارکنان یونایتد فروت به خاک کلمبیا نزدیک می‌شود و این فرمان او از تهاجم ایالات متحده جلوگیری می‌کند. این ادعا در سنا قویا رد شد، به ویژه جرج الیسر گایتان که گفته بود این گلوله‌ها برای مقابله با دشمن خارجی باید مصرف می‌شده‌است.
در تلگرام سفیر آمریکا در بوگوتا به وزیر امورخارجه ایالات متحده به تاریخ ۵ دسامبر ۱۹۲۸ آمده‌است: «من وضعیت اعتصابات کارگران میوه در سانتا مارتا را از طریق نماینده یونایتد فروت در اینجا دنبال می‌کنم، همچنین وزیر امورخارجه [کلمبیا] شنبه به من گفت که دولت [کلمبیا] افراد بیشتری را برای توقیف رهبران و اعتصاب و فرستادن آن‌ها به زندان کارتاگنا به آنجا اعزام می‌کند، دولت برای حراست از منافع آمریکا تلاش کافی کرده‌است.»
در تلگرام سفیر آمریکا در بوگوتا به وزیر امورخارجه ایالات متحده به تاریخ ۷ دسامبر ۱۹۲۸ آمده‌است: «وضعیت شهر سانتا مانتا بدون شک حاد است، مناطق خارجی شورش به پا شده‌است؛ وزیر گفته‌است که مهمات به اندازه کافی نیست. کشته‌ها و زخمی‌های اعتصاب کنندگان تا به الآن به عدد پنجاه تن رسیده‌است. دولت از حمله به اعتصاب کنندگان به محض آن که کشتی‌های سرباز در اوایل هفته آینده برسند، سخن می‌گوید»
در سخنان سفیر آمریکا در بوگوتا به وزیر امورخارجه ایالات متحده به تاریخ ۲۹ دسامبر ۱۹۲۸ چنین آمده‌است: «احتراماً گزارش می‌کنم که مشاور قانونی یونایتد فروت دیروز به من گفت در آشوب اخیر تعداد کشته شده‌های اعتصاب کنندگان توسط مقامات نظامی کلمبیا به حدود پانصد تا ششصد تن رسیده‌است؛ در حالیکه تنها یک سرباز کشته شده‌است.»
در تلگرام سفیر آمریکا در بوگوتا به وزیر امور خارجه ایالات متحده به تاریخ ۱۶ ژانویه ۱۹۲۸ نیز چنین آمده‌است: «احتراماً گزارش می‌کنم که نماینده یونایتد فروت دیروز به من گفت تعداد کشته شدگان اعتصاب کنندگان توسط مقامات نظامی کلمبیا از هزار تن تجاوز کرده‌است»
قتل‌عام موز یکی از اتفاقات اصلی بود که مقدمه بوگاتزو گشت، دوران خشن بعد از آن به ال ویولنسا (دوران خشونت) معروف گشت، و چریک‌ها در جبهه ملی دو دستگی به وجود آوردند، و درگیری‌های مسلحانه در کلمبیا افزایش یافت.

## یونایتد فروت در هنر
یونایتد فروت بارها به دادن رشوه برای امتیازهای تجارت، جرم‌های کارگرانش و کاهش مالیات به دولت‌های کشورهایی که در آن تجارت داشت و کارهای ظالمانه برای تثبیت انحصار خود، متهم شد. بارها خبرنگاران با عنوان «ال پولپو» به شرکت مراجعه کردند و دسته‌های چپ‌گرا کارگران شرکت را تشویق کردند که با آن‌ها برخورد کنند. منتقدین اصلی شرکت به بخش‌های اصلی گفتمان کمونیسم در برخی کشورهای آمریکای لاتین تبدیل شدند، جایی که فعالیت‌های شرکت اغلب به عنوان مثالی از نظریه سرمایه‌داری امپریالیست ولادیمیر لنین در نظر گرفته می‌شد. بسیاری از نویسندگان چپ‌گرای آمریکای لاتین از جمله کالوس لوئیس فالاس و کارمن لیرا از کاستاریکا، رامون آمایا آمادور از هندوراس، آگوستو مونترسو و میگل آنخل آستوریاس از گواتمالا، گابریل گارسیا مارکز از کلمبیا، پابلو نرودا از شیلی در آثارشان علیه این کمپانی نوشته‌اند.
سیاست‌های یونایتد فروت همچنین بارها توسط خبرنگاران، سیاست‌مداران و هنرمندان در ایالات متحده آمریکا مور انتقاد قرار گرفته‌است. استیون ون زندت در سال ۱۹۸۷ آهنگی به نام «میوه تلخ» منتشر کرد که شعر آن به یک زندگی سخت برای یک شرکت در یک جای خیلی دور اشاره می‌کرد و در موزیک ویدئو نمایی روستایی با باغ نارنجی رنگ که توسط یک مدیر ثروتمند نظارت می‌شود. اگرچه شعر و منظره موضوعی عمومی داشتند، اما احتمالاً به یونایتد فروت (یا جانشینش چیکیتا) اشاره داشته‌است.

### قتل‌عام موز در هنر
اولین رمان نویسنده معروف کلمبیایی آلوارو کپدا سامودیو با نام خانه بزرگ (به اسپانیایی: La Casa Grande) به قتل‌عام موز اشاره دارد. خود نویسنده این اثر در نزدیکی این اتفاقات رشد کرده‌است و به خوبی از آن روزها اطلاع دارد.
نقطه اوج رمان صد سال تنهایی نوشته نویسنده برنده نوبل گابریل گارسیا مارکز نیز برپایه این اتفاقات نوشته شده‌است. خود او بعدها اشاره کرد برخی بستگان او طرفداران مالکان آمریکایی را گرفته بودند و روستاییان ضعیف را مشتی خرابکار نامیده بودند.
در این کتاب تمام بدبختی‌هایی که خارجی‌ها برای این شهر دورافتاده به وجود می‌آورند را با ورود قطار هم‌زمان می‌داند.
-به اینجا می‌آید! چیز ترسناکی است! درست شبیه یک آشپزخانه که دهکده‌ای را با خود می‌کشد!
در همان لحظه، طنین بلند و هولناک سوت قطار، سراسر ماکوندو را به لرزه درمی‌آورد. — گارسیا ماکز، گابریل، صد سال تنهایی، ۳۱۲
از ورود قطار و ترس و دلهرهٔ همراه آن می‌توان حدس زد منظور مارکز شرکت یونایتد فروت است و به ورود آن‌ها برای ساخت راه‌آهن به این نواحی و سپس تصاحب مزارع موز اشاره دارد. همچنین کمی بعدتر مارکز به شخصی اشاره می‌کند که با مهمان نوازی آن‌ها وارد خانه خانواده اصلی داستان می‌شود.
... فردی به نام آقای هربرت، فربه و شاد ظاهر شد. او همان لحظه، به ماکوندو آمد، برای صرف غذا وارد، به خانه بوئندیا رفت. — گارسیا مارکز، گابریل، صد سال تنهایی، ۳۱۸
زمانی که همچون گذشته، موزهای بزرگی را که به دم ببر شباهت داشتند، بر سر میز غذا آوردند، او با اکراه یک موز برداشت و در حالی که حرف می‌زد، آن را نه با لذت و حریصانه، بلکه با حالتی گیج و حکیمانه می‌خورد.— گارسیا مارکز، گابریل، صد سال تنهایی، ۳۱۹
شخص هربرت نماد شرکت یونایتد فروت بوده و با موز تازه آشنا می‌شود. هم چنین شروع به کار شرکت هم این چنین ذکر شده‌است:
اهالی ماکوندو روزهای بعد هربرت را دیدند که تور و ظرف کوچکی در دست دارد و بیرون از شهر به گرفتن پروانه مشغول است. در یکی از روزهای چهارشنبه، یا به عبارت دقیق تر، روز چهارشنبه هفته بعد از ورود آقای هربرت، گروهی مهندس کشاورزی، متخصص آب یابی، و کارشناس طراحی و نقشه‌برداری به ماکوندو آمدند و چند هفته متوالی به بررسی زمین‌هایی پرداختند که آقای هربرت در آن‌ها پروانه می‌گرفت. — گارسیا مارکز، گابریل، صد سال تنهایی، ۳۱۹–۳۲۰
همچنین وضع ماکوندو (روستایی که نماد کلمبیاست) را پس از ورود تاجران موز این‌گونه یاد می‌کند.
... مقامات محلی ماکوندو را تعدادی شهردار بی عرضه و نمایندگان مترسکی تشکیل می‌دادند که از میان محافظه کاران خسته و صلح جو برگزیده شده بودند… در هر حال، با ورود شرکت موز، مقامات محلی هم جای خود را به خارجیانی دادند که آقای براون آن‌ها را با خود به ناحیه دارای سیم خاردار برد تا دور از مزاحمت پشه‌ها، گرمای هوا و دشواری‌های زیاد و کمبودهای شهر، به زندگی ادامه دهند. به جای پاسبانان پیر و قدیمی نیز، از آدم کشان مسلح به ساطور استفاده شد.— گارسیا مارکز، گابریل، صد سال تنهایی، صفحه ۳۳۴
در این بخش به نفوذ سیاسی یونایتد فروت در میان شهردار و مقامات محلی (مجاز از دولت کلمبیا) نشان می‌دهد. در این داستان همچنین هنگامی که سرهنگ آئورلیانو بوئندیا تهدید می‌کند که همین روزها به دست فرزندانش سلاح می‌دهد تا آن‌ها را از شر خارجیان خلاص کنند یک به یک پسرانش به قتل می‌رسند. کمی بعد مارکز به خواسته‌ها و مطالبات کارگران شرکت موز اشاره می‌کند که شرکت موز پاسخگوی آن‌ها نیست. او وضع بد کارگران را این‌گونه توصیف می‌کند:
خانواده کارگران در زاغه‌های محقر در هم می‌لولیدند. مهندسان در آن خانه‌ها دستشویی تعبیه نکرده بودند و در عوض هر سال در هنگام فرارسیدن کریسمس، نوعی دستشویی متحرک به آنجا می‌آوردند که برای پنجاه نفر قابل استفاده بود.— گارسیا مارکز، گابریل، صد سال تنهایی صفحه ۴۱۴
بعد از چندی اعتصاب درمی‌گیرد و وکلای محلی در دادگاه آن‌ها را با حیله شکست می‌دهند. همچنین کارگران به دیوان عالی پناه می‌برند که دیوان عالی آن‌ها را دارای صلاحیت نمی‌داند و سپس اعلام می‌کند:
شرکت موز هرگز کارگری را استخدام نکرده‌است!— گارسیا مارکز، گابریل، صد سال تنهایی، صفحه ۴۱۵
در ادامه کارگران از پرداختن به زراعت سرباز می‌زنند و ارتش برای برقراری نظم عمومی وارد می‌شوند و به کارهای کارخانه می‌رسند. در این‌جا کارگران به خرابکاری‌هایی از قبیل آسیب رساندن به راه‌آهن و سیم‌های تلگراف و آتش زدن مزارع برای جلوگیری از کار ارتش دست می‌زنند. سپس مقامات از کارگران می‌خواهند در میدان کوچک ایستگاه راه‌آهن ماکوندو (مانند میدان کوچک سانتا مانتا) جمع شوند. این میدان این‌گونه توصیف می‌شود:
 هنگامی که فهمید ارتش در اطراف میدان کوچک، مسلسل کارگذاشته و منطقه‌ای که متعلق به شرک موز بود و دور آن سیم خاردار کشیده شده‌است، با چند توپ محافظت می‌شود، احساس کرد آب شور در دهانش جمع شده‌است.— گارسیا مارکز، گابریل، صد سال تنهایی ۴۱۷
در بخشی از رمان نام ژنرال کارلوس کورتس وارگاس که مسئول قتل‌عام موز بوده‌است نیز ذکر می‌شود:
اطلاعیه‌ای در سه ورق کاغذ و در هشتاد کلمه نوشته شده بود، اعتصاب کنندگان را عده‌ای خرابکار خطاب می‌کرد و به ارتش اجازه می‌داد تا به طرفشان شلیک کند و آن‌ها را بکشد. این اطلاعیه به امضای ژنرال کارلوس کورتس وارگاس و معاون او سرگرد انریکه گارسیا ایسازا رسیده بود— گارسیا مارکز، گابریل، صد سال تنهایی ۴۱۸
در انتها مردم به گلوله بسته می‌شوند:
در آن هنگام متوجه شد که روی مردگان دیگری دراز کشیده‌است. غیر از راهرو قطار، همه جا مملو از جسد بود. به‌طور یقین چندین ساعت از آن کشتار فجیع می‌گذشت، زیرا اجساد مثل گچ در زمستان، سرد و سفت شده بودند.— گارسیا مارکز، گابریل، صد سال تنهایی ۴۲۲
اما در ماکوندو به شکلی عجیب و نمادین هیچ‌کس کشتار همان روز را به یاد ندارد که نمادی از واقعه قتل‌عام موز است:
-در اینجا کسی کشته نشده! از دوران سرهنگ، یعنی عموی بزرگت هیچ اتفاقی نیفتاده!
در هر سه خانه‌ای که خوزه آکاردیو دوم پیش از رسیدن به منزل خود به داخل آشپزخانه آن‌ها رفت و قهوه نوشید، همه همین جمله را به او گفتند:
- کسی کشته نشده!— گارسیا مارکز، گابریل، صد سال تنهایی ۴۲۳

## کمک و تجهیز سازمان‌های تروریستی
در مارچ ۲۰۰۷، در دادگاه فدرال آمریکا چیکویتا محکوم به کمک و تجهیز سازمان‌های تروریستی شد. به گزارش وزارت دادگستری آمریکا، چیکیتا و شرکت‌های تابعه آن از سال ۱۹۹۷ تا ۲۰۰۴، ماهانه ۱٫۷ میلیون دلار به گروه تروریستی کلمبیایی به نام نیروهای متحد دفاع از خود (AUC) پرداخت کرده‌است در حالی که این گروه از سال ۲۰۰۱ به عنوان گروهی تروریستی شناخته می‌شده‌است. تحت شرایط دادخواست، چیکوئیتا برندز پذیرفت تا ۲۵ میلیون دلار را به قربانیان گروه تروریستی نیروهای متحد دفاع کلمبیا بپردازد. این گروه تروریستی منافع شرکت را در منطقه تأمین کرده بود.
این جدیدترین اقدام یونایتد فروت برای اعمال قدرت و نفوذ در دولت‌ها یا سیاست‌های سازمان‌های تشکیل شده ملی است که برای دراختیار گرفتن انحصار بخش بزرگی از کشاورزی بین‌المللی صورت می‌گیرد. در هر جایی از آمریکای مرکزی یا جنوبی که منافع آمریکایی‌ها در آن جاست و از قدرت کافی برخوردارند می‌توانید تصمیم‌گیری‌های آن‌ها برای نتیجه انتخابات‌های ریاست جمهوری، انتخابات‌های محلی یا حتی اجرای قوانین بر له یا علیه کسی را ببیند. در این مورد چیکویتا برندز اعتراف کرد که برای سکوت مؤسسین اتحادیه و ارعاب کشاورزان برای فروش محصولات خود به چیکویتا برندز مبلغی را پرداخت کرده و حتی به آن‌ها برای نیل به اهدافشان اسلحه نیز ارائه داده‌است (۳۰۰۰ کلاشنیکف). طبق توافق دولت کلمبیا و چیکویتا برندز، این کمپانی می‌تواند نام شهروندان آمریکایی واسطه با نیروهای متحد دفاع کلمبیا را به ازای تسکین ۳۹۰ خانواده قربانی، حفظ کند.
مجله فوربس، AUC را مسئول بسیاری از قتل‌عام‌های کلمبیا و یکی از بزرگ‌ترین گروه‌های قاچاقچی کوکائین در این کشور معرفی کرده‌است. با ۱۵ تا ۲۰ هزار نیروی مسلح، نیروهای متحد دفاع از خود کلمبیا به راحتی به موارد متعددی از بچه‌دزدی، شکنجه، ربودن افراد، تجاوز، قتل، آزار جسمی، اخاذی و حمل و نقل مواد مخدر دست می‌زند. یکی از چندین قتل‌عام گسترده این سازمان در سال ۲۰۰۱ انجام شد، وقتی AUC، در حال دریافت پول چیکیتا بود در ۱۷ ژانویه، ۸۰ نفر از نیروهای شبه‌نظامی AUC وارد حومه شهر چنگو شدند و ۲۴ نفر را با خرد کردن جمجمه سرشان توسط پتک‌های سنگی کشتند.
AUC در سال ۲۰۰۱ باعث شد تا بیش از ۴۳ درصد جمعیت کل کلمبیا بی‌خانمان شوند. البته در این میان دولت کلمبیا هم متهم به استفاده از قدرت AUC برای تبعید اجباری دهقانان شده‌است.